# Helgafell (berg i Island, Höfuðborgarsvæði, lat 64,01, long -21,85)
Helgafell är ett berg og vulkan i republiken Island. Det ligger i regionen Höfuðborgarsvæði, 14 km söder om huvudstaden Reykjavík. Toppen på Helgafell är 336 meter över havet, eller 196 meter över den omgivande terrängen. Bredden vid basen är 1,6 km.
Trakten runt Helgafell är nära nog obefolkad, med mindre än två invånare per kvadratkilometer. Närmaste större samhälle är Reykjavík, 14,0 km norr om Helgafell. Trakten runt Helgafell består i huvudsak av gräsmarker.